# The Films
The Films (engl.: Die Filme) war eine vierköpfige Indie-Rock Band aus Carolina, USA.
Sie haben sich unter anderem als Vorband von The Kooks und durch ausgiebiges Touren im Südosten der USA einen Namen gemacht.
Inzwischen haben sie bei Warner Music einen Major-Vertrag. In Deutschland wurde unter 7Hz Records im November 2006 schon die EP Black Shoes veröffentlicht. Das Album Don't Dance Rattlesnake folgte im Februar.
Am 23. Juni 2009 wurde ihr zweites Album Oh, Scorpio in den USA zunächst ausschließlich digital über iTunes und in Japan als Tonträger veröffentlicht, das Deutschlandrelease folgt im Herbst 2009.

## Bandgeschichte
Die vier Highschool-Freunde Michael Trent, Kenneth Harris, Jacob Sinclair und Adam Blake schlossen sich 2003, trotz verschiedener musikalischer Herkünfte, zu einer Band zusammen. Um dem Alltagstrott zu entkommen, tourten sie durch den kompletten Süden der USA und brachten nach einiger Zeit das Debüt-Album Don't Dance Rattlesnake heraus. Warner Music USA war davon so begeistert, dass sie sofort einen Plattenvertrag bekamen.
Seit Dezember 2006 touren sie als Vorband von The Kooks durch Europa, wobei sie auch zwischenzeitlich wieder in den USA auftreten.
Im Oktober/November 2007 hatten sie eine eigene Tour durch Deutschland in kleinen Hallen. 

## Diskografie
- Black Shoes (EP, 7Hz Records, 24. November 2006)
- Don't Dance Rattlesnake (Album, 7Hz Records, 2. Februar 2007)
- Belt Loops (EP, 7Hz Records, 18. Mai 2007)
- Oh, Scorpio (Album, Filter U.S. Recordings, 23. Juni 2009)